# 北浦町三川内
北浦町三川内（きたうらまちみかわうち）は、宮崎県延岡市の町名である。2025年１月1日現在、人口515人（男243人、女272人）、世帯数271世帯である。郵便番号は、889-0304である。

## 地理
延岡市の北東部、旧北浦町の山沿いに位置する。町域の北・東は大分県と県境を形成する。
歌糸地区、梅木地区、大井地区、市尾内地区、下塚地区の5地区からなる。
北は大分県佐伯市青山、東を蒲江大字丸市尾浦、蒲江大字波当津浦、南を北浦町古江・北浦町市振、西を北川町川内名と接する。

## 歴史

### 沿革
- 1889年5月1日 - 町村制施行により、東臼杵郡北浦村設置。
- 1972年11月1日 - 単独町制施行。東臼杵郡北浦町。北浦町大字三川内。
- 2007年3月31日 - 北川町が延岡市に編入。「きたうらちょう」から「きたうらまち」に読みが変更。延岡市北浦町三川内。

## 小・中学校の学区
公立小・中学校の通学域は以下の通り
- 延岡市立三川内小中学校

## 交通
- 国道388号
- 宮崎県道43号北川北浦線

## 施設
- 延岡市立三川内小中学校